# Hodice (železniční zastávka)
Hodice (německy Höditz) jsou železniční zastávka (bývalá železniční stanice), která se nachází v obci Hodice v okrese Jihlava v kraji Vysočina. Zastávka leží na železniční trati Kostelec u Jihlavy – Slavonice.

## Přeprava
Na zastávce zastavují pouze osobní a spěšné vlaky, které provozují České dráhy, které na tyto vlaky nasazují motorové vozy RegioSpider. Na zastávce se nachází přístřešek pro cestující. Zastávka se nachází v integrovaném dopravním systému VDV.

## Přístupnost
Přístup na nástupiště není bezbariérový.

## Zajímavost
Na nádraží se nachází Expozice místní dráhy Kostelec - Slavonice.

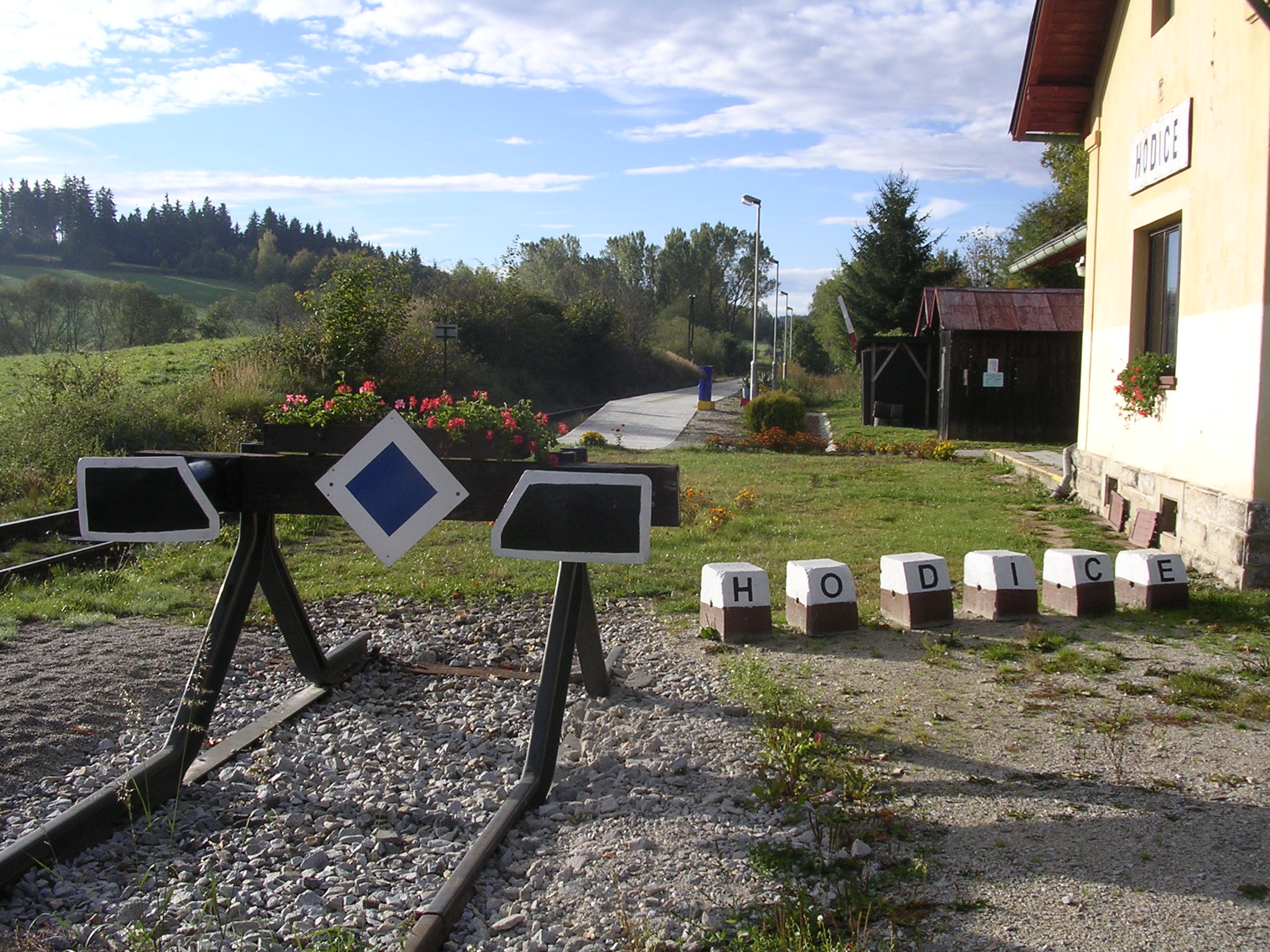
Okolí zastávky
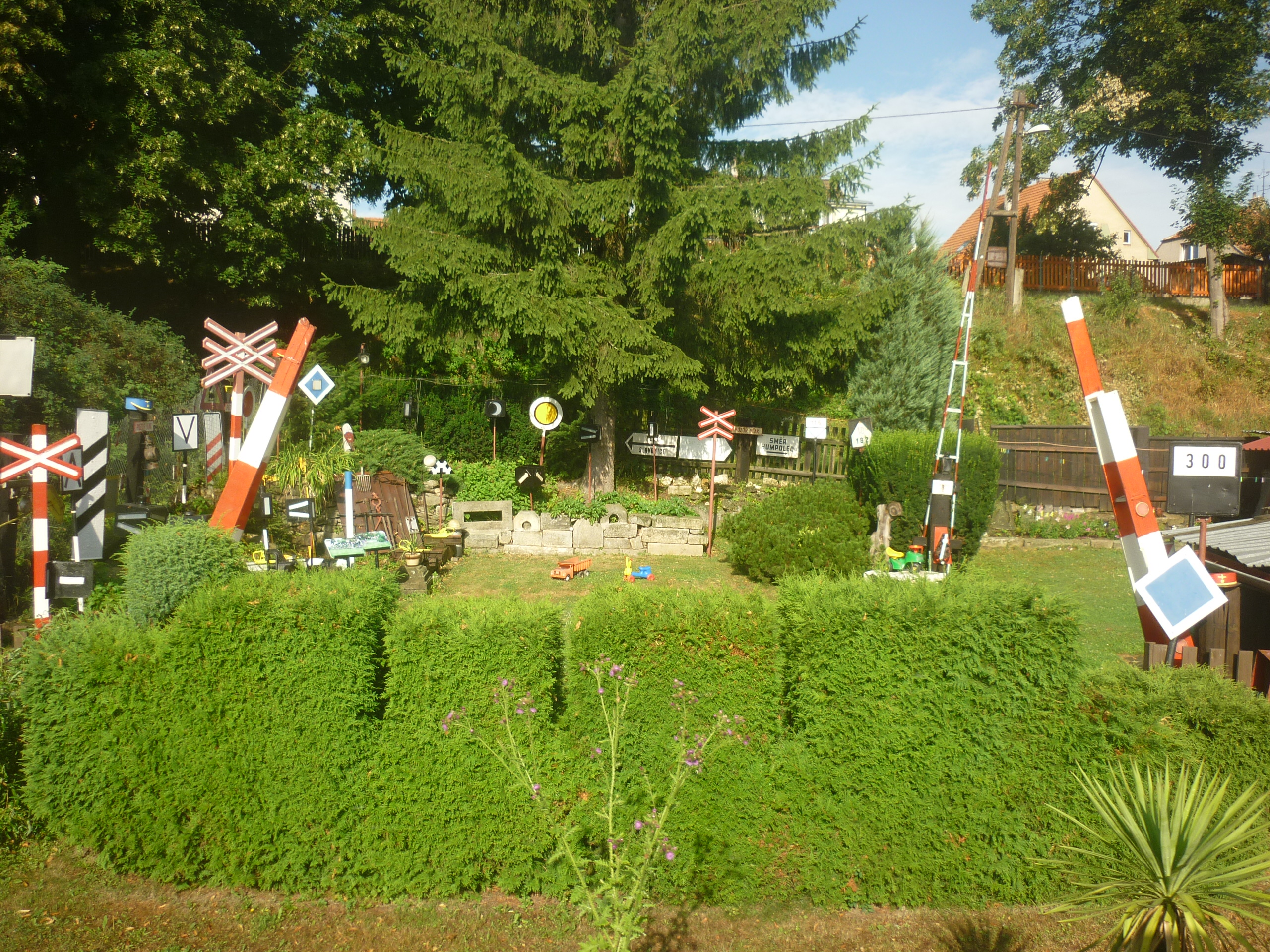
Expozice místní dráhy
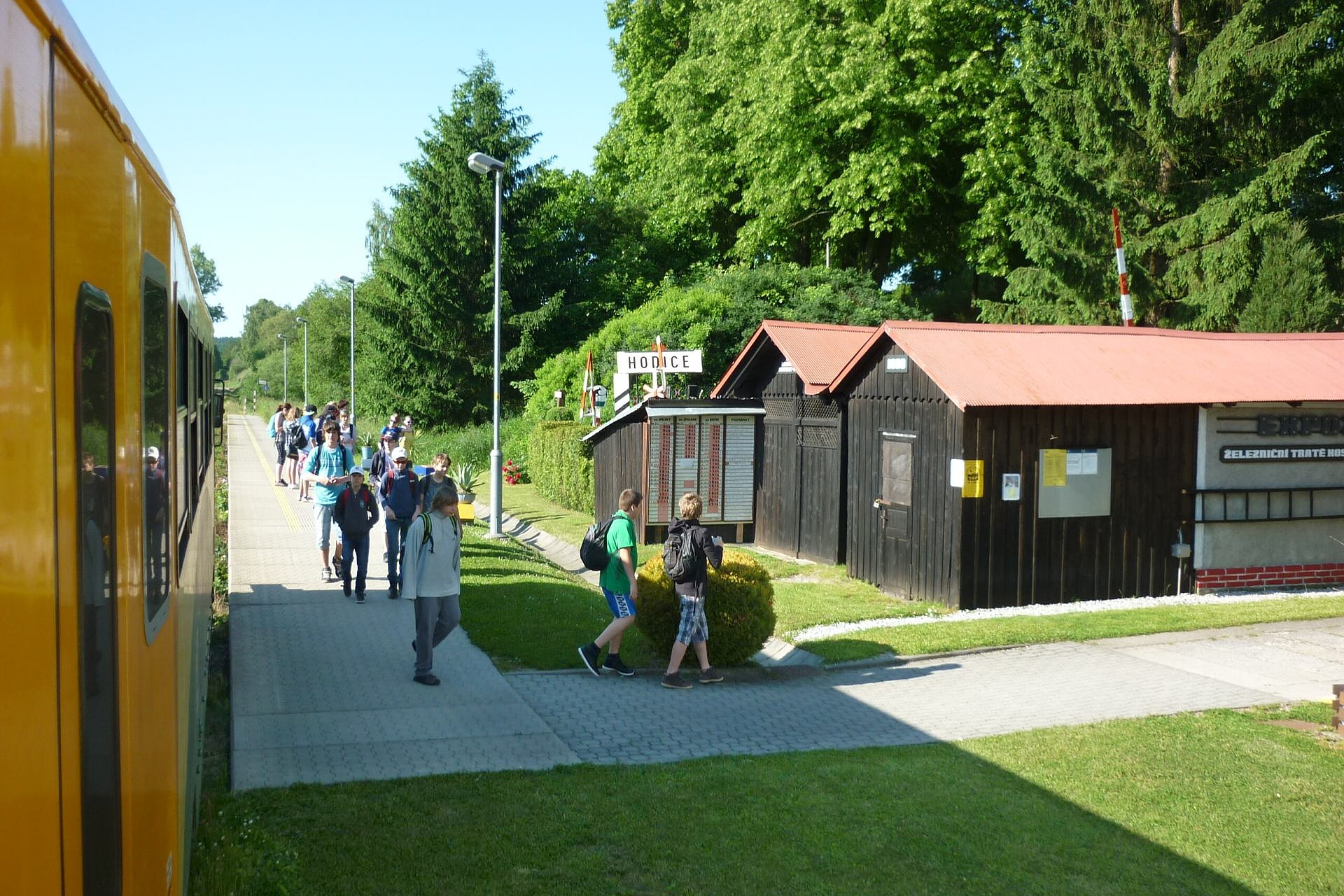
Pohled na nástupiště